# Sabin Carr
Sabin Carr   (Dubuque, 4 de setembre de 1904 - Santa Barbara, 12 de setembre de 1983) va ser un atleta estatunidenc, especialista en el salt de perxa, que va competir durant la dècada de 1920.
El 1928 va prendre part en els Jocs Olímpics d'Amsterdam, on guanyà la medalla d'or en la prova del salt de perxa del program d'atletisme. El 1927 va establir diferents rècords del món de l'especialitat, tant a cobert com a l'aire lliure, sent el primer home en superar els 14 peus (4m 27cm). L'any següent va perdre el rècord a l'aire lliure a mans de Lee Barnes. En el seu palmarès també destaquen dos campionats a cobert de l'AAU, tres a l'aire lliure i dos a cobert de l'IC4A.

## Millors marques
- Salt de perxa. 4m 29cm (1928)[1][2]